# Melinopterus meuseli
Melinopterus meuseli är en skalbaggsart som beskrevs av Edmund Reitter 1906. Melinopterus meuseli ingår i släktet Melinopterus och familjen Aphodiidae. Inga underarter finns listade i Catalogue of Life.